# 트릭 (프로게이머)
트릭(본명: 김강윤, 1995년 7월 11일 ~ )은 대한민국의 전직 리그 오브 레전드 프로게이머로 아이디는 Trick이다. 포지션은 정글라이너였다.

## 선수 시절
2014년 VTG에서 프로 커리어를 시작했다.
2014년 12월 1일, CJ 엔투스에 입단했다. 2015 서머 시즌을 앞두고 로스터에 등록되었다. 하지만 과거 대리게임을 한 의혹으로 인해 출장정지 징계를 받게 되었다.
2016시즌을 앞두고 G2 e스포츠에 입단했다. 2016 스프링 시즌 팀의 주전 정글러로 활약하면서 팀의 우승을 이끌었다. 시즌 종료 이후 정규시즌 MVP를 수상했다. 서머 시즌에서도 활약하면서 팀을 다시 한 번 우승으로 이끌었다. 서머 시즌에서도 정규시즌 MVP를 수상했다. 2016 롤드컵에 참여했다.
2017 스프링 시즌 유럽 무대를 다시 한 번 접수하면서 3번째 우승을 경험했다. 스프링 우승으로 2017 MSI에 참가했으며 팀의 준우승에 기여했다. 2017 서머 시즌에서는 초반 부침을 겪었으나 어느덧 부활하여 팀의 포스트시즌 진출에 기여했다. 2017 롤드컵에 참여했다.
2018시즌을 앞두고 BBQ 올리버스에 입단했다. 2018 스프링에서는 압도적이었던 유럽에서의 모습과는 다르게 애매한 모습을 보여주었다. 결국 팀은 승강전으로 향하였지만 잔류에 성공했다. 2018 서머 시즌에서는 좋지 않은 팀 상황에서 트릭도 오락가락하는 모습을 보여주었다. 결국 서머 시즌 이후 승강전으로 향했으며 팀의 챌린저스 강등을 막지 못했다.
2019시즌을 앞두고 터키 리그의 갈락티코스에 입단했다.
2019년 4월, 샬케 04에 입단했다. 샬케에서는 좋은 모습을 보여주면서 팀의 서머시즌 포스트시즌 진출에 기여했다.
2020시즌을 앞두고 SK 게이밍에 입단했다. 2020 스프링 시즌에서는 좋지 못한 모습을 보여주었다. 2020 서머 시즌에서는 좋은 모습을 보여주면서 팀의 포스트시즌 진출에 기여했다.
2021년 1월 6일, 현역 은퇴를 선언했다.

## 소속팀
| # | 팀명         | 소속 기간             | 소속 리그 | 비고 |
| - | ------------ | --------------------- | --------- | ---- |
| 1 | VTG          | 2014                  | LCK       |      |
| 2 | CJ 엔투스    | 2014.12.01~2015.11.04 | LCK       |      |
| 3 | G2 e스포츠   | 2015.12.30~2017.11.20 | LEC       |      |
| 4 | BBQ 올리버스 | 2017.11.27~2018.11.20 | LCK       |      |
| 5 | 갈락티코스   | 2018.12.07~2019.02.19 | TCL       |      |
| 6 | 샬케 04      | 2019.04.08~2019.09.30 | LEC       |      |
| 7 | SK 게이밍    | 2019.12.16~2020.11.19 | LEC       |      |

## 수상 내역
- 리그 오브 레전드 유러피언 챔피언십 스프링 2016 우승
- 리그 오브 레전드 유러피언 챔피언십 스프링 2016 최우수선수
- 리그 오브 레전드 유러피언 챔피언십 서머 2016 우승
- 리그 오브 레전드 유러피언 챔피언십 서머 2016 최우수선수
- 리그 오브 레전드 유러피언 챔피언십 스프링 2017 우승
- 리그 오브 레전드 미드 시즌 인비테이셔널 2017 준우승
- 리그 오브 레전드 유러피언 챔피언십 서머 2017 우승